# Alfredo Albertini
Alfredo Albertini (Appignano del Tronto, 12 maggio 1881 – Milano, 21 dicembre 1952) è stato un medico italiano.

## Biografia
Figlio di Paolo Albertini e Ida Marchei, perde la madre ad appena sei anni; il padre sposa in seconde nozze Elvira Feliciani. Conseguita la maturità classica presso il liceo Francesco Stabili di Ascoli Piceno, nel 1899 s'iscrive alla facoltà di medicina dell'Università La Sapienza di Roma conseguendo la laurea nel luglio 1905. Ottiene subito un posto di assistente nella sezione chirurgica dell'Ospedale Mazzoni di Ascoli, dove lavora con Aristide Mattoli e Cesare Bellati. L'anno successivo diventa medico condotto presso il Comune di Monterubbiano, dove dà vita alle cosiddette "Locande sanitarie", centri territoriali dove gli ammalati di pellagra possono ricevere cure adeguate senza dover essere relegati nei pellegrosari. Successivamente si sposta nella condotta di Rocca Priora, in provincia di Roma.
Nel 1907 frequenta, presso l'ateneo romano, un corso teorico-pratico di perfezionamento in igiene, che si rivelerà fondamentale quando, l'anno successivo, si trasferisce a Milano e - dopo aver sposato Egle Murani, professoressa di calligrafia - si iscrive al concorso per "medico di seconda classe" dell'Ufficio di igiene e sanità del Comune di Milano, ottenendo l'incarico nel novembre 1908. Nel 1911 il sindaco Emanuele Greppi gli assegna anche la direzione del servizio sanitario scolastico, che manterrà fino al 1947.
I problemi dell'igiene nell'ambito particolare della scuola diventano da quel momento l'argomento principale delle sue ricerche: Esperimento comparativo sulla fatica intellettuale degli alunni delle scuole elementari di Milano con orario continuato e con orario interrotto (1909), Il libretto sanitario nelle scuole elementari di Milano (1912), Colonie scolastiche marine (1913), Medicina scolastica preventiva (1914) sono i titoli dei suoi primi lavori.
Nel 1913 entra a far parte del Comitato per l'assistenza dei fanciulli anormali, comitato da cui nasce l'Associazione Pro infanzia anormale (PIA), di cui Eugenio Medea è presidente e Albertini segretario. Sull'onda di questa esperienza, nel 1915 il Comune di Milano inaugura la prima Scuola speciale per alunni anormali, con sede in via Vittoria Colonna. La scuola viene intitolata a Zaccaria Treves, fisiologo e primo direttore del Laboratorio civico di psicologia pura ed applicata: ad Albertini viene affidata la direzione medica. Egli presta inoltre la propria opera nella Scuola speciale "Giulio Tarra" per anormali dell'udito e della parola. Particolarmente interessato ai tempi di attenzione degli alunni e alle cosiddette "scuole all'aperto", ha frequenti contatti con lo psicologo romano Sante De Sanctis e sempre a Roma conosce gli esperimenti pedagogici di Maria Montessori.
Partecipa alla Grande guerra come tenente medico di fanteria, ottenendo una medaglia di bronzo al valor militare e una croce al merito di guerra.
È inoltre redattore della rivista L'infanzia anormale, fondata da Giulio Ferreri nel 1907, e dal 1920 è docente nei corsi per il personale insegnante dei bambini anormali, tenuti dapprima presso l'associazione PIA e successivamente presso l'Università Cattolica di Milano. Sempre nel 1920 viene nominato capo sezione dell'Ufficio di igiene per la vigilanza scolastica.
Tra le due guerre dirige le due colonie elioterapiche presenti all'interno della Casa del Sole (la scuola per bambini gracili e con tubercolosi aperta dal Comune di Milano nell'area precedentemente occupata dal Trotter) e della scuola di via Palmieri. Fornisce inoltre assistenza medica al Villaggio alpino Pro fanciulli gracili e poveri di Monte Piambello in Valganna (Varese).
Nel 1934 la Corte d'appello di Milano lo nomina giudice del Tribunale dei minori e dal 1948 è anche membro della Società italiana per l'assistenza medico-psico-pedagogica ai minorati dell'età evolutiva (SIAME), fondata a Roma da Ferruccio Montesano, di cui la PIA diventa sezione lombarda.

## Archivio
Le carte di Alfredo Albertini  sono conservate da un nipote a Laveno Mombello (Varese). Si tratta di un piccolo nucleo documentale sopravvissuto ai bombardamenti della casa milanese di famiglia, dove era custodita la maggior parte della corrispondenza e della documentazione risalente al primo Novecento. Altro materiale (tra cui la documentazione relativa agli studi e alle attività professionali, la valigetta contenente strumenti medici utilizzata per le visite a domicilio, pubblicazioni e album fotografici) è stato donato nel 2009 dagli eredi alla Scuola elementare di Appignano del Tronto (Ascoli Piceno), intitolata allo stesso Albertini.

## Premi e riconoscimenti
Nel 1947 riceve l'Ambrogino d'oro dalla città di Milano.